# Ipomopsis sonorae
Ipomopsis sonorae là một loài thực vật có hoa trong họ Polemoniaceae. Loài này được (Rose) A.D. Grant mô tả khoa học đầu tiên năm 1956.